# Peter Flinsch

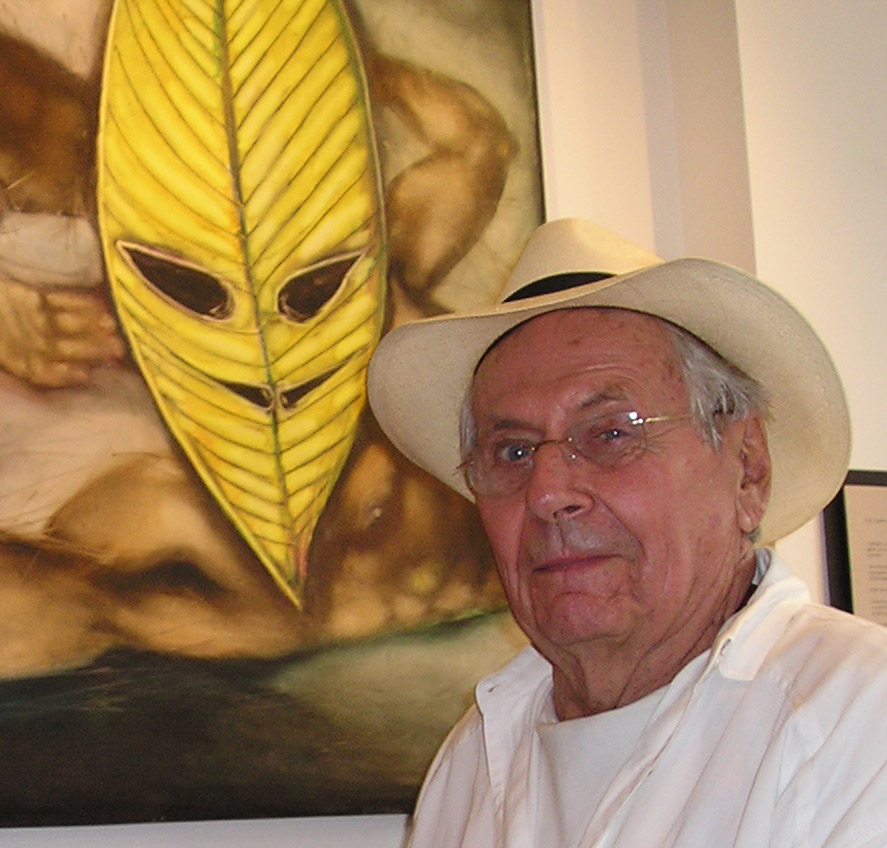
Peter Flinsch in der Galerie Dentaire in Montreal (2005)

Peter Flinsch (* 22. April 1920 in Leipzig; † 30. März 2010 in Montreal, Québec) war ein deutscher Auswanderer und kanadischer Künstler. Er wurde als Studiodesigner der französischsprachigen Fernsehsender der Canada Broadcasting Corporation (CBC) bekannt.

## Leben
Sein Vater war Papierfabrikant aus der deutschlandweiten Industriellenfamilie Flinsch, während seine Mutter aus einer Familie mit Bank- und Geschäftsleuten stammte. Er wuchs im Haus seines Großvaters auf. Flinsch war Enkel des deutschen Kunsthistorikers Ulrich Thieme. Die Ehe seiner Eltern wurde geschieden und seine Mutter zog mit ihm zurück in ihr elterliches Haus. Der Großvater war inzwischen gestorben. Peters Kindheit war weitgehend bestimmt vom Aufwachsen in diesem künstlerischen Hause, zumal sein Großvater eine große Kunstsammlung der italienischen Renaissance und holländischer Künstler besaß, die ihn sehr beeindruckten. Während der NS-Zeit gehörte Flinsch der Hitlerjugend an und war im Zweiten Weltkrieg als Flaksoldat bei der Luftwaffe eingesetzt. Nachdem er 1942, nach einer Weihnachtsfeier, beobachtet worden war, wie er einen Mann küsste, wurde Flinsch nach Paragraph 175 angeklagt. Zur Strafe wurde er zu einem Minenräumtrupp versetzt, wo er an Malaria erkrankte.
Nach Ende des Krieges begann Flinsch 1945 als Bühnenbildner in Leipzig und Berlin zu arbeiten und wurde später Innenarchitekt für die Repräsentanz der Air France in München.
1953 wanderte er schließlich nach Vancouver aus, wo er seinen Freund und Lebensgefährten Heino Heiden wiedertraf, der seinerzeit künstlerischer Leiter und Choreograph der Vancouver Ballet Company war. Flinsch ließ sich in Montreal nieder, um für Radio Canada tätig zu werden, für das er am Ende über 30 Jahre arbeitete.
Flinsch gewann 1981 den Anik Award für das beste Fernsehdesign für die Sendung L’Espion aux yeux verts. Nach seiner Pensionierung bei Radio Canada 1985 startete er seine eigenen Kreationen bildender Kunst (Zeichnungen, Gemälde und Skulpturen) auszustellen.

## Publikation
- The Body in Question,[3] seine von Ross Higgins verfasste Biografie, enthält 110 Seiten über Flinschs Schaffen und wurde 2008 von Arsenal Pulp Press veröffentlicht.[4]